# هیزل‌وود (میزوری)
هیزل‌وود (به انگلیسی: Hazelwood) شهری در شهرستان سنت لوئیس ایالت میزوری است که جمعیت آن در سرشماری سال ۲۰۱۰ میلادی ۲۵٫۷۰۳ نفر بوده‌است.